# Postbureauvogn
En postbureauvogn, postkontorvogn, jernbanepostvogn, postvogn (eller bevægeligt postkontor)
er en jernbanevogn indrettet og benyttet til bemandet transport og sortering af post.
Verdens første officielle transport af post via jernbane fandt sted i Storbritannien, og blev udført november 1830 af General Post Office med særligt indrettede jernbanevogne på Liverpool-Manchester Jernbane. Sortering af post undervejs fandt også første gang sted i Storbritannien, og skete med introduktionen af det bevægelige postkontor (Travelling Post Office) i 1838 på Grand Junction Railway.